# Angelo Nicosia
Angelo Nicosia (Montemaggiore Belsito, 15 novembre 1926 – Roma, 3 agosto 1991) è stato un politico italiano.

## Biografia

### Attività politica
Terminati gli studi Classici si iscrive alla Facoltà di Medicina e Chirurgia dell'Università di Palermo. Giornalista pubblicista, dirigente giovanile del MSI palermitano, nel 1954, all'assemblea nazionale degli studenti del MSI tenutasi a Roma, è uno dei fondatori della Giovane Italia. Ne diviene presidente dal 1955 al 1957.
In seguito diviene presidente nazionale del FUAN.
Viene eletto deputato alla Camera il 26 giugno 1953 nella lista del MSI nel collegio Sicilia occidentale, e verrà riconfermato per 6 legislature consecutive, fino al 19 giugno 1979. Fece parte della Commissioni Parlamentari: Istruzione e Belle Arti, Bilancio e Partecipazioni Statali, Antimafia. Dal luglio 1976 fu deputato Segretario dell'Ufficio di Presidenza della Camera dei Deputati. Nel dicembre 1976 lasciò il gruppo parlamentare del MSI-DN e aderì a Democrazia Nazionale, ma in quella lista non fu rieletto nel 1979.
Fu componente della Commissione parlamentare d'inchiesta sul fenomeno della mafia in Sicilia durante tutta la durata dei suoi lavori, dalla IV alla VI Legislatura. Nel 1976 presentò in Commissione antimafia una relazione conclusiva di minoranza (con un allegato che illustrava le vicende salienti del famigerato "sacco" edilizio di Palermo), in cui affermava, tra le altre cose, che "la mafia rappresenta l'ordine delinquenziale che si nutre di potere e della vita stessa di una società; è una degenerazione di tipo cancerogeno; si nutre del succo sociale e, provocando la degenerazione del potere, tende alla distruzione del corpo sociale e quindi dello Stato e quindi del diritto e della giustizia".

### L'impegno antimafia e il fallito attentato
L'On. Angelo Nicosia, grazie al suo attivismo in seno alla Commissione parlamentare antimafia, attaccò in Parlamento "il cuore del problema"; in ben tre sedute della Commissione nel febbraio del 1970, non lesinò denunce contro un sistema politico permeabile all’inquinamento mafioso e individuò nella ridondante produzione legislativa in materia edilizia, il principale appiglio per i famelici artigli dei boss. Era l’epoca del cosiddetto “sacco di Palermo”, il periodo in cui i costruttori al soldo delle famiglie mafiose devastarono la città con un’ondata di cementificazione senza precedenti. 
Il 31 maggio 1970, l'On. Nicosia rimase gravemente ferito a seguito dell'aggressione di uno sconosciuto a volto scoperto, che lo attese sotto casa e lo pugnalò con un coltello da sub, per poi darsi alla fuga. Si pensò subito ad un attentato di mafia, probabilmente infastidita dall'attivismo del deputato. L'On. Nicosia riuscì a sopravvivere miracolosamente all’attentato, ma i postumi di quella ferita lo tormenteranno fino alla sua scomparsa, dovuta ad una emorragia interna, il 3 agosto del 1991.
Nonostante l'aggressione all'On. Nicosia fosse avvenuta in pieno giorno, le indagini non approdarono a nulla, anche perché a quei tempi colpire un missino non faceva notizia. Qualche tempo dopo, l'On. Nicosia riconobbe in una foto il suo assalitore: era lo studente greco-cipriota Giorgio Tsekouris, comunista internazionale, rimasto ucciso con l’autobomba che stava preparando davanti al consolato americano di Atene, il 3 settembre dello stesso anno (1970).
In quel periodo Palermo era infatti una delle mete dei “dissidenti greci” dalla dittatura dei colonnelli, e le indagini appurarono che Tsekouris abitava a Palermo ed era stato visto, nei giorni precedenti l'attentato, sul luogo del ferimento dell'On. Nicosia. Gli “esuli” greci frequentavano in particolare la redazione del giornale comunista L’Ora e l'Ateneo cittadino, dove svolgevano attività politica. In seguito il giudice istruttore Cesare Terranova (ucciso dalla mafia nel 1979) archiviò le accuse nei confronti di Tsekouris "per morte del reo" ma l'On. Nicosia espresse in privato al giornalista di Epoca Pietro Zullino la convinzione che la causa dell'attentato andasse ricercata nel fatto che egli avesse scoperto che il Pci siciliano fosse coinvolto in fatti poco chiari riguardanti il "sacco di Palermo" negli anni dell'anomalo governo regionale Milazzo insieme a due "uomini-cerniera" tra mafia e potere politico-economico, ossia l'avvocato Vito Guarrasi e l'ingegnere Domenico La Cavera, ex presidente di Sicindustria. Di queste cose, Nicosia ne avrebbe parlato con il giornalista de L'Ora Mauro De Mauro, suo amico ed abitante a poche centinaia di metri da casa sua, che sparì nel nulla il 16 settembre del 1970 (poche settimane dopo l'accoltellamento) e non fu mai più ritrovato. La mafia avrebbe quindi deciso di eliminare sia De Mauro che Nicosia, quest’ultimo salvo solo per l’imperizia dell’attentatore. Da subito nacque la convinzione che i due fatti fossero collegati e a dimostrarlo era la circostanza che sia l’accoltellamento dell'On. Nicosia che il rapimento di De Mauro fossero avvenuti a poche centinaia di metri di distanza nella stessa strada, viale delle Magnolie a Palermo. Nonostante le indagini e i processi, i due fatti sono rimasti avvolti nel mistero. Secondo invece la versione fornita dai "pentiti" di mafia parecchi anni dopo, a ferire Nicosia fu tale Damiano Caruso, picciotto alle dipendenze del boss Giuseppe Di Cristina, poi sparito nel nulla nel 1973.